# Carl Akeley
Carl Ethan Akeley (19 de maig de 1864 - 18 de novembre de 1926) va ser un taxidermista, escultor, biòleg, conservacionista, inventor i fotògraf de la naturalesa nord-americà conegut per les seves contribucions a diversos museus dels Estats Units, sobretot el Museu Field d'Història Natural de Chicago i el Museu Americà d'Història Natural de Nova York, sent el fundador del AMNH Exposicions Lab, departament interdisciplinari que fusiona la recerca científica amb el disseny. És considerat el pare de taxidèrmia moderna.